# Стоби
Стоби (грч. Στόβοι [] — Стобои) је један од најпознатијих античких археолошких локалитета у Северној Македонији. Налази се на ушћу Црне реке (грч. Ἐριγών [] — Еригон) у Вардар (грч. Αξιός [] — Аксиос), 68 km од Скопља, 20 од Велеса, 86 од Ђевђелије и 160 северозападно од Солуна, на главном путу који од Дунава води до Егејског мора. Оваква локација је омогућила да Стоби постане важан стратешки и трговачки центар током античког периода.
Стоби је под овим именом познат у од 4. века п. н. е. првобитно је припадао источној Пајонији, а по доласку Римљана 168. године п. н. е. западно македонској области, да би у 4. веку припао Македонији Салутарис. Крајем 5. или почетком 6. века постаје седиште провинције Македонија Секунда.
Био је седиште епископа и град из којег је Теодосије I 388. донео године закон против секташтва. 518. године према Прокопију Стоби је страдао је од јаког земљотреса.

## Непокретни материјал
На локалитету су откривени остаци зграда које се датују период од 4. до 6. века (осим позоришта). Овај период карактерише коришћење грађевинског и декоративног материјала из претходних периода. Констатовани су капители коринтског стила, међу којима посебну групу чине 2 капитела са акантусовим лишћем и 3 са необичним биљним орнаментом који је у секундарној употреби нађен у атријуму тзв. Синагоге.
Откривене су и 4 ранохришћанске базилике:
- епископска,
- северна,
- цивилна и
- централна

Пронађени су остаци и 7 палата:
- Полихармосова или летња палата (кућа псалама),
- Перистеријина – или зграда са 2 апсиде,
- Теодосијева палата (са Партенијусовоом раније је раније названа Партенијусова или Велика палата),
- Партенијусова палата,
- епископски двор,
- коцкарница, и
- ткачница.

На локалитету је откривено је 18 подних мозаика.
Још 1935. су коришћени снимци из ваздуха како би се препознале контуре грађевина.